# Катастрофа DC-9 в Бостоне
Катастрофа DC-9 в Бостоне — крупная авиационная катастрофа, произошедшая во вторник 31 июля 1973 года. Авиалайнер McDonnell Douglas DC-9-31 авиакомпании Delta Air Lines выполнял внутренний рейс DL723 по маршруту Берлингтон—Манчестер—Бостон, но при заходе на посадку в пункте назначения в условиях тумана уклонился чуть выше глиссады и, снизившись ниже допустимой высоты, врезался в дамбу у южной границы аэропорта Бостона. Погибли все находившиеся на его борту 89 человек — 83 пассажира и 6 членов экипажа (изначально 1 пассажир выжил в катастрофе, но умер через 4,5 месяца от полученных ранений).
На 2020 год катастрофа рейса 723 остаётся крупнейшей авиакатастрофой в штате Массачусетс.

## Самолёт
Рейс DL723 выполнял McDonnell Douglas DC-9-31 (регистрационный номер N975NE, заводской 47075, серийный 166). Даты выпуска лайнера разнятся — согласно отчёту NTSB, он был выпущен 25 сентября 1967 года, после чего был передан авиакомпании Northeast Airlines (базировалась в Бостоне); по другим данным, лайнер был выпущен 31 июля 1967 года, а 25 сентября на самом деле является датой его передачи в Northeast Airlines. 1 августа 1972 года, в связи с поглощением Northeast Airlines авиакомпанией Delta Air Lines, перешёл в авиапарк последней. На момент катастрофы имел все необходимые сертификаты и обслуживался в соответствии с установленными федеральными правилами и инструкциями компании. Оснащён двумя турбореактивными двигателями Pratt & Whitney JT8D-7.
Последний капитальный ремонт проходил 14 апреля 1973 года на станции обслуживания авиакомпании Delta Air Lines в аэропорту Хартсфилд-Джексон в Атланте (Джорджия). На день катастрофы 6-летний авиалайнер налетал 14 639 часов, в том числе 843 часа от последнего капитального ремонта. При вылете в злополучный рейс в его топливных баках находилось 14 950 фунтов авиатоплива, а в момент катастрофы его оставалось 13 050 фунтов. Исходя из этого, расчётный вес брутто самолёта в момент катастрофы составлял 87 300 фунтов при центровке 15,2 % САХ, что находилось в пределах допустимого.
| № | Серийный номер | Установлен на самолёт | Наработка                    | Наработка              |
| № | Серийный номер | Установлен на самолёт | Общая                        | С даты установки       |
| - | -------------- | --------------------- | ---------------------------- | ---------------------- |
| 1 | 657554         | 23 июня 1973 года     | 10 703.3 часа 16 031 цикл    | 324.3 часа 405 циклов  |
| 2 | 657086         | 11 июля 1973 года     | 12 507.6 часов 17 265 циклов | 111.6 часов 139 циклов |

## Экипаж
Состав экипажа рейса DL723 был таким:
- Командир воздушного судна (КВС) — 49-летний Джон Н. Стрэйл (англ. John N. Streil). Был квалифицирован на DC-3, DC-6, DC-7, DC-9, Boeing 727, CV-240, CV-440, CV-880, CV-990 и Vickers Viscount. По медицинским ограничениям носил очки. В должности командира с 3 июля 1956 года, 5 мая 1970 года получил квалификацию пилота McDonnell Douglas DC-9. Налетал 14 840 часов, 1457 из них на DC-9. Все проверки и тренировки за последние 3 года проходил на удовлетворительном уровне и без пересдач. За последние сутки отдыхал 18 часов[4].
- Второй пилот — 31-летний Сидни У. Беррилл (англ. Sidney W. Burrill). В авиакомпанию Northeast Airlines устроился 3 января 1967 года, а в декабре 1968 года был повышен до второго пилота Boeing 737. 11 февраля 1973 года, уже работая в Delta Air Lines, завершил обучение на пилота McDonnell Douglas DC-9. Также имел квалификацию второго пилота и бортинженера Boeing 727. Налетал 6994 часа, 217 из них на DC-9. Все проверки и тренировки за последние 3 года проходил на удовлетворительном уровне. За последние сутки отдыхал 18 часов[4].
- Пилот-наблюдатель — 52-летний Джозеф Э. Беррелл (англ. Joseph E. Burrell). В авиакомпанию Northeast Airlines устроился 17 июня 1957 года, имел квалификацию второго пилота Convair 880 и командира Douglas DC-3. Но в 1967 году у него была обнаружена болезнь Паркинсона, в связи с чем 22 июня того же года ушёл на больничный, на котором находился до 26 мая 1973 года, после чего на следующий день вернулся к работе. Находясь на больничном, проходил лечение регулярным приёмом леводопы (5 мг в день). С 28 мая по 8 июня 1973 года проходил наземное обучение на McDonnell Douglas DC-9, но провалил письменный экзамен, в связи с чем был отправлен на повторное обучение, которое длилось с 11 по 22 июня, и успешно завершил его. 23 июня перешёл в учебный центр Delta Air Lines в Атланте, где занимался на тренажёре McDonnell Douglas DC-9, до 24 июля получил 24 часа теории и 12 часов в качестве наблюдателя. На 29 июля лётный опыт на DC-9 составлял 3 часа. Роковой полёт выполнял только в ознакомительных целях, выполняя функцию пилота-наблюдателя, а потому сидел на откидном сидении и не выполнял никаких обязанностей[5][6].

В салоне самолёта работали три стюардессы:
- Патриша Х. Хамфрис (англ. Patricia H. Humphreys), 29 лет. Стаж с 3 октября 1966 года[4].
- Энн Л. Мур (англ. Ann L. Moore), 33 года. Стаж с 22 ноября 1971 года[5].
- Дженис Л. Уилсон (англ. Janice L. Wilson), 26 лет. Стаж с 26 февраля 1973 года[5].

## Хронология событий
McDonnell Douglas DC-9-31 борт N975NE выполнял регулярный пассажирский рейс DL723 из Берлингтона (Вермонт) в Бостон (Массачусетс). Сам рейс 723 являлся продолжением рейса DL524, который начался в Бостоне в 07:35 того же дня. В 09:12, на 12 минут позже расписания, рейс 723 вылетел из Берлингтона. Далее была сделана незапланированная посадка в Манчестере (Нью-Гемпшир), чтобы забрать пассажиров, которые задержались в аэропорту Манчестер-Бостон, так как рейс в Нью-Йорк был отменён из-за сложных погодных условий. В 09:57 рейс DL723 вылетел из Манчестера, на его борту находились 6 членов экипажа (2 пилота, пилот-наблюдатель и 3 стюардессы) и 83 пассажира. Пилотирование осуществлял второй пилот, а КВС выполнял переговоры с землёй.
В связи с непогодой в Бостоне, рейс 723 был вынужден задержаться, прежде чем в 10:50 получил разрешение выполнять снижение к аэропорту Логан. В 10:51:22 авиадиспетчер подхода аэропорта Логан (Бостон-подход) дал разрешение на заход через радиомаяк Лоренс: …без задержек, заход по приводам на четыре правая, высотомеры в Бостоне на три ноль один один, пасмурно, облачность по оценке 400, полмили, туман. В 10:51:32 экипаж подтвердил получение разрешения и поднялся до высоты круга — 4000 футов. Во время этого подъёма пилот-наблюдатель спросил, есть ли какие проблемы, на что КВС ему ответил, что проблем нет. В 10:54:25 с рейса 723 доложили о приближении к радиомаяку Лоренс, на что диспетчер дал указание занимать курс 180° и выполнять заход на ВПП №04R (правая). Экипаж подтвердил получение указания и довернул на требуемый курс. В 10:55:57 пилот-наблюдатель крикнул экипажу, что они нарушают контрольную карту по выполнению захода. В 10:56:24 Бостон-подход разрешил снижаться до 3000 футов, что было подтверждено.
В 10:57:36 пилотам рейса 723 было дано указание довернуть на курс 220°, что было подтверждено. Затем с 10:58:50 по 11:00:17 пилот-наблюдатель в кабине несколько раз говорил пилотам о нарушении контрольной карты перед посадкой, КВС отвечал на его замечания. Также с 11:01:18 по 11:04:07 диспетчер подхода 4 раза давал указания по изменению курса, что экипаж подтверждал и выполнял, после чего в 11:04:30 было дано указание занимать курс 180°, чтобы перехватить сигнал курсового радиомаяка и выполнять уже заход на посадку, на что в 11:04:35 с самолёта доложили о выполнении доворота. Через 45 секунд командир сказал остальным в кабине, что локатор ожил, на что второй пилот спросил, можно ли снижаться до 2000 футов, но командир ответил, что разрешения на снижение ещё не давали. В 11:05:39 с рейса 723 спросили, можно ли выполнять посадку по приводам, на что диспетчер подхода дал это разрешение; на самом деле само снижение началось ещё раньше (в 11:05:27) и продолжалось вплоть до катастрофы. Когда был пройден внешний маркер, в 11:06:33 второй пилот сказал о зачитывании контрольного списка перед посадкой, что начал выполнять пилот-наблюдатель; в 11:07:08 пилот-наблюдатель сказал, что зачитывание контрольного списка перед посадкой завершено.
| 11:06:43 | КВС | Садись на неё, Джо, ой, Сид.            |
| 11:06:47 | 2П  | Снижаемся, 1000 футов в минуту.         |
| 11:06:50 | КВС | Оставь её меньше одной [нрзб].          |
| 11:07:05 | 2П  | Эта [нрзб] панель команд выдаёт [нрзб]. |
|          | КВС | Да, разобрать немного.                  |

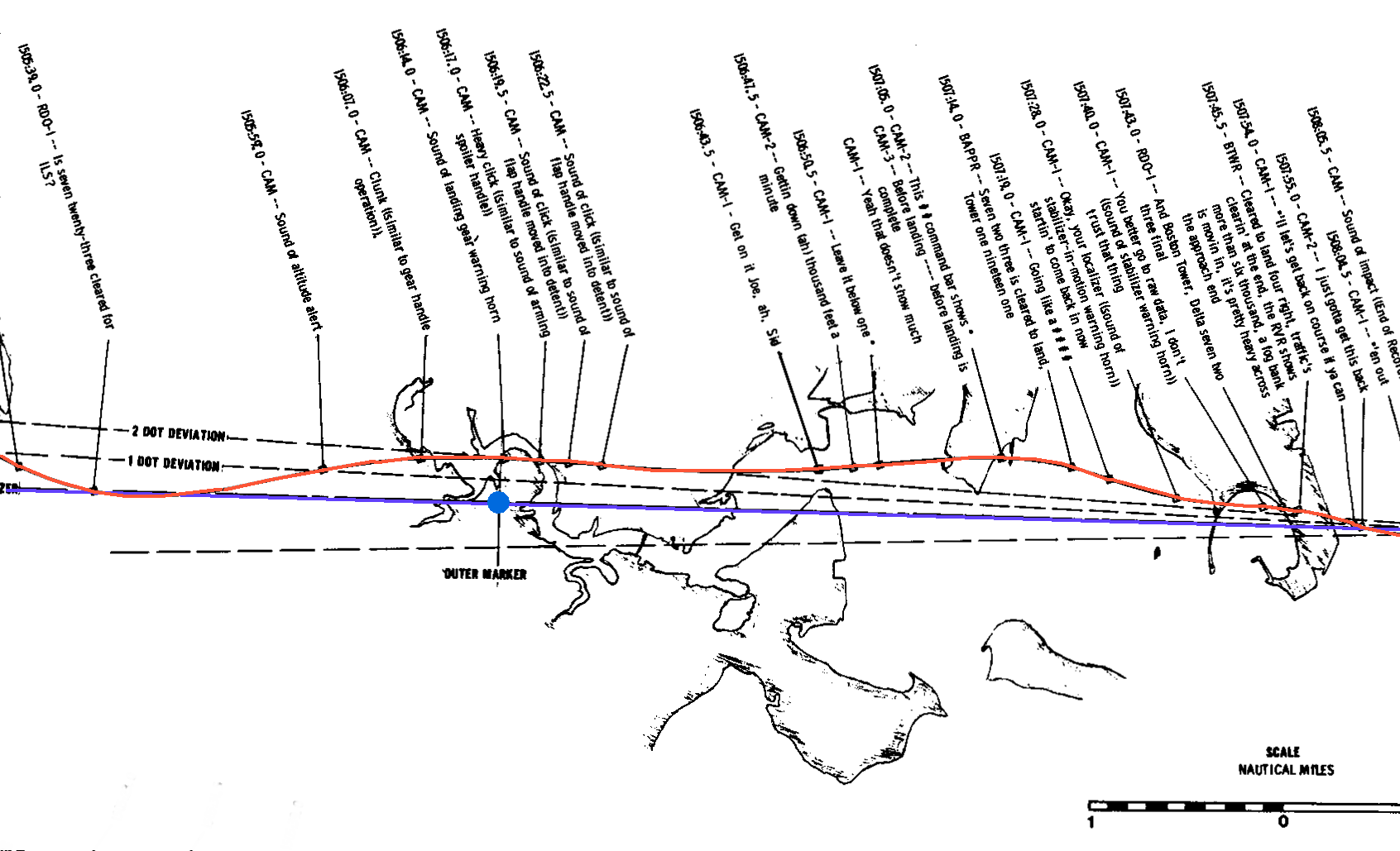
Расчётная (синяя) и фактическая (красная) траектории снижения рейса 723

В 11:07:14 Бостон-подход разрешил посадку рейсу 723 и дал указание переходить на частоту 190,1 для связи с диспетчером посадки (Бостон-башня).
| 11:07:19 | КВС | Переход на [нрзб].                                                         |
| 11:07:28 | КВС | Окей, твой радар сейчас вернётся.                                          |
|          | 2П  | Окей.                                                                      |
| 11:07:35 | 2П  | Добавишь мне режим, когда я захочу.                                        |
| 11:07:38 | КВС | Окей, просто пилотируй самолёт.                                            |
| 11:07:40 | КВС | Тебе лучше вернуться к первоначальным данным. Я не доверяю этим значениям. |

В 11:07:43 командир связался с Бостон-башня и доложил, что рейс 723 на глиссаде, на что диспетчер сообщил: Разрешается посадка на четвёртую правую, освободите после завершения, видимость на взлётно-посадочной полосе более 6000, поперёк окончания глиссады проходит волна густого тумана. В 11:07:52 экипаж подтвердил получение разрешения и указаний, это стало последним радиосообщением с рейса DL723. В 11:07:54 командир сказал, что надо возвращаться на прежний курс, на что второй пилот ответил, что тогда заход на посадку придётся выполнять сначала. В 11:08:04 командир неожиданно спросил: [нрзб] что там?, после чего пилот-наблюдатель вскрикнул. В 11:08:05 в 50 метрах правее продолжения оси ВПП №04R и в 914 метрах от её торца летевший сквозь туман в северном направлении рейс DL723 на высоте всего 3,5 метра врезался в дамбу на берегу аэропорта Логан и взорвался; от удара о дамбу и взрыва лайнер полностью разрушился, относительно уцелела только хвостовая часть.
Изначально в катастрофе выжил только 1 пассажир — 20-летний Леопольд Шуинар (англ. Leopold Chouinard), но он был смертельно ранен и умер в больнице 11 декабря того же года (через 133 дня после катастрофы) и в итоге погибли все 89 человек на борту самолёта. На тот момент эта авиакатастрофа занимала 6-е место в стране и по сей день остаётся крупнейшей авиакатастрофой в штате Массачусетс и самой смертоносной авиакатастрофой в истории Бостона.

## Расследование
Расследование причин катастрофы рейса DL723 проводил Национальный совет по безопасности на транспорте (NTSB).
Окончательный отчёт расследования был опубликован 7 марта 1974 года.
1. Нет никаких доказательств о физической недееспособности пилотов.
2. Пилот-наблюдатель не имел достаточно квалификации для работы в экипаже, а потому не участвовал в выполнении полёта.
3. Нет никаких доказательств, что на борту до столкновения был пожар, отказ двигателя, потеря управления или разрушение конструкции.
4. Рейс 723 наводился на перехват посадочного курса при чрезмерном угле по отношению к курсу захода.
5. Диспетчер на Бостон-подход также занимался двумя другими рейсами, что и привело к задержке с выдачей разрешения на выполнение подхода, а также другой информации по выполнению захода, включая передачу рейса 723 диспетчеру посадки.
6. Согласно показаниям свидетелей и других лётных экипажей, в области захода на посадку видимость была недостаточной, чтобы можно было перейти на визуальный заход до достижения, либо при прохождении высоты принятия решения.
7. Данные от системы по определению видимости на взлётно-посадочной полосе не отображали фактическую ситуацию на полосе.
8. Самолёт выполнял подход и проход внешнего маркера выше глиссады и с превышением полётной скорости.
9. Экипаж был поглощён изучением данных, отображаемых командной пилотажной системой.
10. Переключатель командной пилотажной системы был найден в положении «G/A» (уход на второй круг).
11. На заключительном этапе подхода к полосе экипаж не выполнял контроль за высотой.
12. Экипаж не делал никаких попыток по прерыванию захода.
13. В конце захода экипаж уже не следил за показаниями высотомеров.
14. Предыдущий рейс выполнил нормальный подход и посадку на полосу №04R.
15. Два последующих рейса, даже не зная о катастрофе рейса 723, приняли решение прервать заход из-за сложных погодных условий.
16. Диспетчер посадки и взлёта в аэропорту Логан ошибочно посчитал, что рейс 723 приземлился.
17. Когда сработала сигнализация системы огней подхода (из-за разрушения нескольких опор), диспетчеры её проигнорировали, так как плохо понимали её работу, к тому же ранее у неё уже были ложные срабатывания.

Согласно отчёту, наиболее вероятной причиной катастрофы стали ошибки экипажа, который не контролировал высоту самолёта, а также продолжил выполнять заход на посадку по приборам после прохождения высоты принятия решения, несмотря на быструю смену погодных условий и нарушение стабилизации самолёта. То, что у лайнера оказалась нарушена балансировка, стало результатом того, что он прошёл внешний маркер выше глиссады и с превышением воздушной скорости, при этом пилоты были чересчур поглощены изучением неверных полётных данных, отображаемых пилотажной системой. То, что самолёт изначально не был на глиссаде, оказалось результатом нестандартной работы диспетчерской службы аэропорта Логан.

## Последствия катастрофы
25 января 1974 года NTSB отправил в Федеральное управление гражданской авиации США письмо с указанием доработать систему определения видимости на взлётно-посадочной полосе, а до экипажей самолётов довести информацию, что данные о видимости на ВПП не отображают фактическую ситуацию в зоне посадки.

### Комментарии
1. ↑  Здесь и далее указано Североамериканское восточное время (EDT)